# Музей Грунинге
Музей Гру́нинге (нидерл. Groeningemuseum, по названию близлежащей улицы) — муниципальный художественный музей в бельгийском городе Брюгге. Знаменит коллекцией ранней нидерландской живописи.

## Описание
Историю коллекции бельгийцы возводят к местной Академии изящных искусств, которая была основана в 1716 году. Постройка современного здания музея была окончена в 1930 году (в 1994 расширен пристройкой). В 15 залах здания выставлены основные ценности музейной экспозиции — работы старых фламандских мастеров. Среди наиболее известных — картины «Мадонна каноника ван дер Пале» (ок. 1434—1436) Яна ван Эйка, «Страшный суд» (ок. 1486) Иеронима Босха, «Суд Камбиса» (1498) Герарда Давида, «Благовещение» и «Снятие с Креста» Ханса Мемлинга, работы Хуго ван дер Гуса, Рогира ван дер Вейдена, Яна Провоста, Питера Брейгеля Младшего, Якоба ван Оста старшего и других художников эпохи. В главном здании также находятся и более современные экспонаты — картины художников XIX—XX вв., включая Рене Магритта, Жозефа-Бенуа Сюве, Поля Дельво, Хенри Клеменса ван де Велде и других.
В примыкающем к главному зданию помещению Arenthuis устраиваются различные временные экспозиции. Здесь же расположена постоянная экспозиция британского художника Фрэнка Брэнгвина, уроженца Брюгге.